# Hồ Anza
Hồ Anza là một hồ chứa nước bơi lội giải trí ở Công viên vùng Tilden nằm ở Berkeley Hills, Berkeley, California.
Hồ này được tạo ra bằng một con đập nhỏ năm 1938, và hiện phục vụ bơi lội từ tháng 5 đến tháng 9. Trong thời kỳ này, vào bơi lội ở đây phải mua vé, có quán ba. Khu vực bơi lội này được giới hạn trong khu vực nước dọc theo một khu vực tắm có cỏ và cát dài khoảng 37 m. Khu vực hồ còn bao gồm chỗ đậu xe, phòng tắm. Có một số khu vực quanh hồ dành cho chim nước, khu vực dành cho chó.